# Harbinafsa
Harbinafsa (arab. حربنفسه) – miasto w Syrii, w muhafazie Hama. W 2004 roku liczyło 3574 mieszkańców.